# Acueducto del Jalón
El acueducto del río Jalón, también conocido como las murallas de Grisén o del Jalón o El Caracol, es la obra más representativa de la construcción del canal Imperial de Aragón, construido en el siglo XVIII. 
En 2000 fue incoado expediente de declaración de Bien de Interés Cultural, con categoría de Conjunto Histórico, a favor del tramo aragonés del Canal Imperial de Aragón.
Entre los elementos inmuebles incluidos en la delimitación, el número 17 es el acueducto sobre el río Jalón.

## Ubicación
Este acueducto se encuentra ubicado en el paraje natural de El Caracol, entre los términos municipales de Alagón y Grisén, a unos 25 kilómetros de la ciudad de Zaragoza (Aragón, España).

## Objetivo y proyecto descartado
El objetivo de esta obra era atravesar el mayor obstáculo que se encontraba en el trazado del canal, el río Jalón. En un principio se planteó la creación de un gran sifón por debajo de las aguas del Jalón pero finalmente el trazado del canal se retuerce hacia el valle del Jalón para enfilar el paso del río de manera perpendicular.

## Descripción del acueducto
Se inicia un recorrido de más de 2 kilómetros de longitud total, de los cuales 1380 metros transcurren entre murallas de piedra. El cruce del Jalón se efectúa mediante un acueducto de sillería de piedra caliza de 60 metros de largo, compuesto por cuatro arcos capiteles de 9,75 metros de luz separados por pilares de 3,75 metros de grosor.

## Galería
|  |  |